# Kukesiw
Kukesiw (ukrainisch Кукезів; russisch Кукезов/Kukesow, polnisch Kukizów) ist ein Dorf in der ukrainischen Oblast Lwiw in der Westukraine mit etwa 380 Einwohnern.

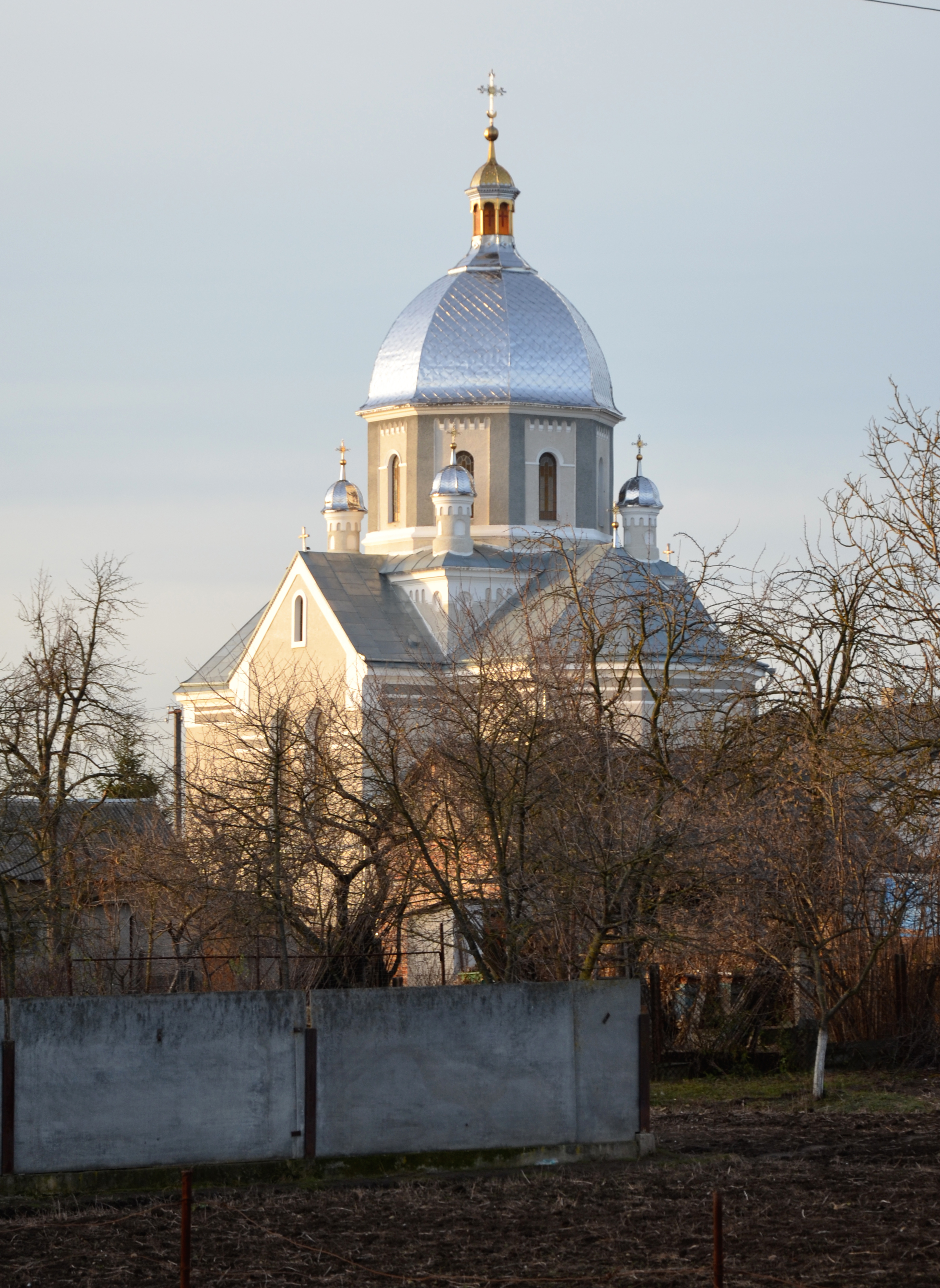
Kirche im Ort

Die Ortschaft liegt im Westen der historischen Landschaft Galizien im Rajon Lwiw am Fluss Dumna (Думна), etwa 19 Kilometer südlich vom ehemaligen Rajonzentrum Kamjanka-Buska und 21 Kilometer nordöstlich vom Oblastzentrum Lwiw entfernt.
Am 12. Juni 2020 wurde das Dorf ein Teil der neu gegründeten Siedlungsgemeinde Nowyj Jarytschiw im Rajon Lwiw; bis dahin gehörte es mit 3 weiteren Dörfern zur Landratsgemeinde Staryj Jarytschiw im Rajon Kamjanka-Buska.
Der Ort wurde 1438 zum ersten Mal schriftlich als Kukesowa erwähnt und erhielt 1502 das Magdeburger Stadtrecht, lag zunächst in der Adelsrepublik Polen-Litauen, Woiwodschaft Ruthenien. Im 16. Jahrhundert siedelten sich in Kukesiw Karäer aus der Krim an, bauten eine Kenessa und lebten im Ort bis zum Jahr 1831.  Der Ort kam 1772 als Kukiesow zum damaligen österreichischen Kronland Galizien (bis 1918 dann im Bezirk Lemberg). Bis zum Ende des Habsburgerreiches verlor der Ort stark an Bedeutung, büßte seinen Stadtstatus und wurde dann als Markt geführt.

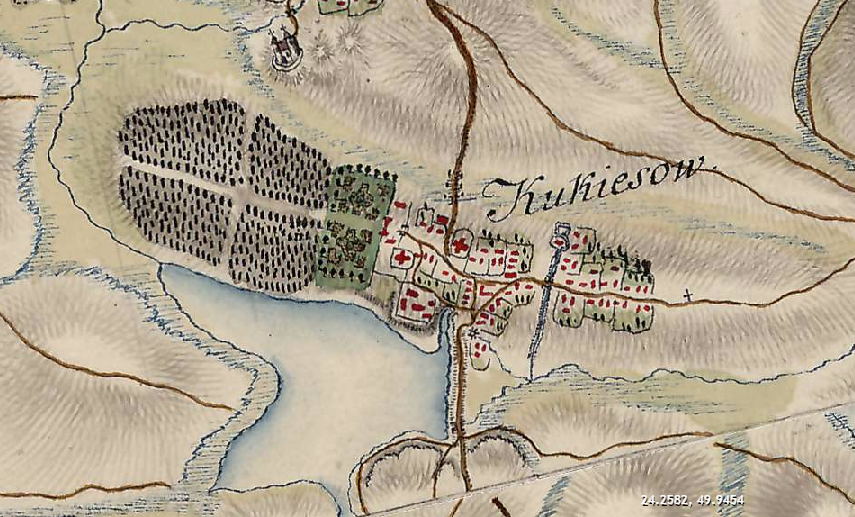
Karte des Ortes aus dem 18. Jahrhundert

Nach dem Ende des Ersten Weltkrieges kam der Ort zur Polen, war hier ab 1921 als Kukizów in die Woiwodschaft Lwów, Powiat Lwów, Gmina Jaryczów Stary eingegliedert und wurde im Zweiten Weltkrieg erst von der Sowjetunion und ab 1941 bis 1944 von Deutschland besetzt und dem Distrikt Galizien angeschlossen. Nach der Rückeroberung durch sowjetische Truppen 1944 kam er 1945 wiederum zur Sowjetunion und wurde in die Ukrainische SSR eingegliedert, seit 1991 ist der Ort Teil der heutigen Ukraine.